# Маркес Осте, Немези
Немези Маркес-и-Осте (кат. Nemesi Marqués i Oste; род. 17 мая 1935, Кабо) — андоррский государственный деятель и правовед, представитель в Андорре епископа Урхельского, являющегося одним из двух князей-соправителей в княжестве в 1993—2012 годах.
Католический священник. Рукоположён в 1959 году. В 1980 году подготовил книгу «Законы и постановления соправителей Андорры и их представителей, 1900—1979» (кат. Lleis i resolucions dels coprínceps i els seus delegats, 1900-1979). В 1988 году защитил в Барселонском университете диссертацию «Реформа административных органов Андорры (1975—1981): внутренние и международные аспекты» (исп. La reforma de les institucions d'Andorra (1975-1981): Aspectes interns i internacionals), годом позже опубликованную в виде монографии.
В 1993 году занял вновь учреждённый пост представителя епископа Урхельского в Андорре, исполнял эту должность до 20 июля 2012 года.